# David Ben-Gurion Stiftung in Deutschland
Die David Ben-Gurion Stiftung in Deutschland ist eine rechtsfähige Stiftung mit Sitz in Hamburg. Ebenso wie die David Ben-Gurion Stiftung in Israel sieht  sich die deutsche Stiftung David Ben-Gurion verpflichtet, dem Gründungspräsidenten des Staates Israel, der als Wegbereiter der Versöhnung und des Aufbaus politischer und gesellschaftlicher Beziehungen zwischen der Bundesrepublik Deutschland und den Juden in Israel und weltweit gilt.

## Geschichte
Anlässlich des 60. Jahrestages der Staatsgründung Israels hat Waltraut Rubien die Stiftung am 14. Mai 2008 ins Leben gerufen. Schirmherr war der frühere Botschafter des Staates Israel in Deutschland, Schimon Stein.

## Aufgaben
Die Stiftung verfolgt den Zweck, die internationale Gesinnung und Toleranz auf allen Gebieten der Kultur sowie den Völkerverständigungsgedanken zu fördern. Dies soll insbesondere durch eine Zusammenarbeit mit wissenschaftlichen Instituten, Museen, Büchereien und Erziehungs- und Kultureinrichtungen erfolgen. Hierzu sollen wissenschaftliche Symposien organisiert werden.
Mit der Jugendbegegnungsstätte in Sde Boker soll die Verbundenheit der Freien und Hansestadt Hamburg mit Israel vertieft und auf dem Gebiet der Wohlfahrtspflege gefördert werden. Ferner will die Stiftung die wirtschaftliche Zusammenarbeit zwischen Deutschland und Israel vertiefen, insbesondere von mittelständischen Unternehmen aus dem Bereich moderner Technologien, der Landwirtschaft, des Handwerks und des Tourismus.
Die Stiftung soll darüber hinaus Ausbildungs- und Austauschmöglichkeiten in Deutschland und Israel entwickeln und fördern, insbesondere zwischen deutschen Universitäten und dem Ben Gurion College sowie dem Blaustein Institut für Wirtschaftsforschung. Dabei sollen Themen aus den Bereichen Klimatologie und Geologie behandelt werden, insbesondere die Entwicklung alternativer Energien und neuer Bewässerungsmethoden sowie der Aufbau von Landwirtschaft in Wüstenregionen.

## Organisation
Der Vorstand besteht aus Felix Husmann (Vorsitzender), der ebenfalls den Berliner Freundeskreis der Stiftung koordiniert, Stefan Hensel und Annette Winkelmann. Dem Kuratorium gehören an: Heinz Wings (Vorsitz), Rolf Eggert, Gert Prantner, Niklaus Kaiser von Rosenburg, Jürgen Illing, Jens H. Rubien und Samuel Appelbaum.
Freundeskreise, die besondere Projekte, wie zum Beispiel Kunststipendien oder Schulpartnerschaften sponsern, bestehen in Berlin, Hamburg und Frankfurt am Main.
Die David Ben-Gurion Stiftung ist Mitglied im Bundesverband Deutscher Stiftungen e.V.

## Tätigkeit
Der Erweiterungsbau des Hamburg Hauses im ursprünglich von David Ben-Gurion gegründeten Kibbuz Sde Boker wurde zur Erinnerungs- und Jugendbegegnungsstätte ausgebaut.
Die Stiftung unterstützt seit ihrer Gründung im Jahre 2008 den Austausch junger Menschen aus Israel und Deutschland, indem sie Schulpartnerschaften und Jugendprojekte fördert. In diesem Rahmen wurde in den Jahren 2010 bis 2014 eine Schulpartnerschaft zwischen dem Lessing-Gymnasium (Berlin) und der Yitzhak Rabin School in Eilat gefördert.
2015 hat die Stiftung als Partnerin die European Maccabi Games finanziell gefördert und den Schwimmer Patrick Kühl als Gaming Partner unterstützt.
2016 bis 2019 wurden Partnerschaften zwischen dem Margaretha-Rothe-Gymnasium in Hamburg-Barmbek und der Neta Erez Waldorf High School Beer Sheva sowie zwischen der Regine Hildebrandt-Gesamtschule in Birkenwerder (Brandenburg) und Yitzak Shamir High School Petach Tikwa gefördert.
2017 wurde ein Austausch der Wirtschaftsschule am Oswaldsgarten in Gießen und der Hadassah Meurim Youth Village Netanya sowie zwischen der Peter Weiss-Gesamtschule in Unna mit der Druze Friendship Highschool Yerha gefördert. Hierfür wurde mit der François Maher Presley Stiftung für Kunst und Kultur eine Kooperation bis 2022 vereinbart.
2019 wird ein Austausch des Kurt-Körber-Gymnasiums in Hamburg-Billstedt und des Helmut-Schmidt-Gymnasiums in Hamburg-Wilhelmsburg gefördert.
Seit 2018 hat die Stiftung mit der „Waltraut-Rubien-Förderung“ eine zusätzliche Förderung von deutsch-israelischen Schulpartnerschaften aufgenommen, um die sich Schulen aus dem gesamten Bundesgebiet bewerben können.
Zu den Gästen einzelner öffentlicher Veranstaltungen der David Ben-Gurion Stiftung in Deutschland zählten Schimon Stein, Henryk M. Broder, Michael Wolffsohn, Martin Biesel und Ahmad Mansour.
Zwischen der Stiftung und der François Maher Presley Stiftung für Kunst und Kultur besteht eine besondere Partnerschaft, die sie als Letztbegünstigte im Falle der Auflösung ausweist.

## Stiftungsvermögen und Finanzierung
Zum gegenwärtigen Zeitpunkg (Stand: 8. Juni 2019) scheint es keine öffentlich zugängliche Informationen über das Stiftungsvermögen sowie die Finanzierung der Stiftung zu geben.
Maßgeblich wurde die Gründung der Stiftung durch eine großzügige Spende der Sparda-Bank Hamburg ermöglicht.
Ferner gibt es ein Ersuchen der Bürgerschaft Hamburg, mit dem sie den Senat auffordert, die Erweiterung des Hamburg-Hauses der Stiftung mit 850.000 Euro zu unterstützen.